# نسیم دریا

بالا: نسیم دریایی (روز) پایین: نسیم خشکی (شب).

نسیم دریا (به انگلیسی: Sea Breeze) حرکت روزانه هوا از دریا به خشکی، که ناشی از گرم شدن متفاوت آب و خشکی است.